# 西岡純也
西岡 純也（にしおか じゅんや、1977年7月1日 - ）は日本の映像作家、アニメーション作家、CGクリエイター。静岡県焼津市出身。血液型B型。
武蔵野美術大学造形学部油絵学科卒業。ミュージックビデオ、CM、企業映像制作、CGアニメーション、手描きアニメーション、漫画、絵本、
パッケージ（CD）ジャケトデザインなど幅広く活動している。

## 略歴
武蔵野美術大学入学後に独学でCGを学び、CGデザイナーズユニットAmorphousを結成するなど制作活動を始める。
在学中にSpace Shower TV、新宿Flasg Vision、GUSTO店内スクリーンなどのジングル、番組タイトル制作をする。
日本の伝統的イメージであるバーコード頭のオヤジキャラクターがパラパラを踊るCGアニメーション「OYAJI ParaPara」がキモカワイイと評判をよび、大型街頭ビジョンで全国展開される。
西岡自身が作曲を担当した「N.W.O（New Wave Oyaji）Oyaji ParaPara 〜いーんじゃない2001〜」のDVD、CDをSony Recordsより発売。歌はモト冬樹。
「明日があるさ」の楽曲に合わせたCGアニメーション「ちわわわーるど」シリーズが、フジテレビ「ポンキッキーズ21」、BSフジ「PLAY ROOM ver2.0」などでオンエア。
　　うるうる泣く姿、前向きにがんばり続ける健気なチワワキャラクターが話題となる。
　　その後も長きにわたりシリーズ化されチワワブームを牽引する。
onedotzero（ワン・ドット・ゼロ）「英国ムービングイナージ・フェスティバル」、スペインで開催されるJPG（JaPan Graphics）、フランスのケーブルテレビCANALなど幅広い地域で紹介された。
「ちわわわーるど」は、UP FRONT GROUP ZetimaよりCD、DVD、作品集DVDを発売。バンプレストをはじめ様々なアミューズメント会社でグッズ展開される。
携帯ストラップ、ぬいぐるみ、食玩、UFOキャッチャーなどで一躍人気のキャラクターとなる。
松ケンサンバのパロディ作品「シバケンサンバ」が、羽田空港ANA新ターミナルの新機体ゴールドジェット就航記念イベントでコラボレーション！カワイ可笑しいゴールドジェット×シバケンサンバ映像を制作。このイベントには萩本欽一さん率いる野球チームゴールデンゴールズも参加した。
スリムビューティーハウスとのコラボレーション作品「スリムブタ」を制作。サーフブランドROXYとのコラボレーション作品「ダンシングプードル」を制作。

お笑い芸人「狩野英孝」デビューシングル「ようこそ!イケメンパラダイス」(2008)のMVを監督制作。狩野の友人である歌手DAIGOが登場し注目を集めた。

SSFF(Short Shorts Film Festival）& ASIA 10th Anniversary「Stop!温暖化部門」に短編作品「SAUNA」を出品(2008)
"J-WAVEアワード"、"オーディエンスアワード"をW受賞。多くの海外映画祭にて上映される。
狩野英孝のセカンドシングル「ラブハリケーン」(2009)のMVを監督制作。
「にっぽん演歌の夢祭り」公式キャラクター「招木歌子」を制作。

RedBull ShortFilm Projectにて、エアロバティックスパイロット室屋義秀を主人公に、レッドブル・エアレースを舞台にした短編映画「The Little Wings」を監督制作(2011)

九州長崎を拠点に活動して来たアーティスト、男性2人組ボーカルユニット"The Mercury Sound（ザ・マーキュリーサウンド）" のアルバムチューンにもなっている「Ready Set Go」MVを監督制作。ゆるい手描き風アニメーションで新たなタッチで表現する。
"The Mercury Sound"の究極のバラード「For You」からインスパイヤされ作られた短編アニメーション。同タイトル「For You」がYouTubeで公開中。
この壊れたおもちゃのゼンマイねずみと遭遇した一匹のねずみの恋の物語のアフレコに、映画コメンテーターの「LiLiCo」とモデルでありタレントの「栗原類」が声優を務めている。

2014年、DREAMS COME TRUEのORIGINAL NEW ALBUM「ATTACK25」ジャケット・キャラクターデザインを担当。

2015年、DREAMS COME TRUE THE BEST「私のドリカム」ジャケット・キャラクターデザインを担当。
同年冬開催された、史上最強の移動遊園地「DREAMS COME TRUE WONDERLAND 2015」のオールキャラクターデザイン/衣裳コンセプト/全体イメージコンセプト＆マッピング/コンサート映像を担当した。
他、消費者庁「子どもを事故から守る!プロジェクト」のテーマソング「おしえてねアブナイカモ」のMV、DVDジャケットデザインを手掛ける。
自身のキャラクター「Goマン」がキュレーションサイト「CurRAZY」で漫画Goマンを掲載。
そのGoマンがLINEスタンプ・クリエイターズからリリース。

2016年、DREAMS COME TRUE THE ウラBEST！「私だけのドリカム」ジャケット・キャラクターデザインを担当。
同年開催「ウラワン（裏）ドリワンダーランド2016」のキャラクターデザイン/衣裳コンセプト＆イメージ/コンサート映像を担当した。
モデルプレスTV（ひかりTV 4k）「ナナイロ THURSDAY」にレギュラー出演。
共演は森下悠里、岸明日香、原明日夏、栗山麗美、川原英之。
第2弾「Goマン」LINEスタンプをリリース。

2017年、DREAMS COME TRUEのORIGINAL NEW ALBUM「THE DREAM QUEST」ジャケット、キャラクターデザイン＆CGイラストを担当。
USJのアトラクション「ハリウッド・ドリーム・ザ・ライド～ドリカムバージョン ❝大坂LOVER❞」CGアニメーションのコンセプト
デザイン＆監修をする。

2018年、DREAMS COME TRUEコンサートツアー-THE DREAM QUEST-DVD&Blu-ray ジャケット、キャラクター＆CGを担当。  　　　　
「ニンジャ・ハチ」LINEスタンプリリース。
CANDY SHOWTIMEよりオリジナルキャラクター渋谷の「ニンジャ・ハチ」キャンディーを発売。

2019年、DREAMS COME TRUE WONDERLAND 2019のキャラクターデザイン/コンセプトデザイン/コンサート映像を担当。  　　　　　           　　　　八幡屋礒五郎「渋谷八香唐辛子」と「ニンジャ・ハチ」コラボパッケージデザインを手がける。渋谷109で販売。

## 代表作品
- 「Oyaji ParaPara」シリーズ
- 「ちわわわーるど」シリーズ
- 「Bon&Cherie」 2D「ちわわわーるど」TVシリーズ
- 「ようこそ!イケメンパラダイス」/狩野英孝（MV)
- 「ラブハリケーン」/狩野英孝（MV）
- 「地球はともだち 〜エコ・ラップ〜」/小島あやめ＆山本淳一（MV）
- 「SAUNA」 (2008年)
- 「The Little Wings」 (2012年)
- 「For You」 (2013年)

### 絵本
- 『ずっとずっと大好き -Chiwawa World-』（角川書店、2004年） - ISBN 4048943464
- 『地球ってどんな色なの?』 （東邦出版、2008年） - ISBN 978-4-8094-0742-0

### テレビ
- 「ベビスマ」（フジテレビ 2008年）
- 「じゅんじゅんめぐみのアキバ大好き!」MC （「あっ！とおどろく放送局」 2010年）

### DVD
- 「チ・ワ・ワ 〜愛のpower〜」/スパーク （Zetima inc.、2003年）
- 「ちわわわーるど作品集 Vol.1 ~ボンとシェリー with スパーク~」 （Zetima inc.、2004年）
- 「Oyaji ParaPara 〜いーじゃない2001〜」/N.W.O （Sony Records、2000年）
- 「ようこそ!イケメン☆パラダイス」/狩野英孝 （アミューズソフトエンタテインメント、2008年）
- 「地球はともだち 〜エコ・ラップ〜」/小島あやめ＆山本淳一 （アミューズソフトエンタテインメント、2008年）

### CD
- 「チ・ワ・ワ 〜愛のpower〜」/スパーク （Zetima inc、2003年）
- 「根!性!」/スパーク （Zetima inc.、2004年）
- 「Oyaji ParaPara 〜いーじゃない2001〜」/N.W.O （Sony Records、2000年）
- 「地球はともだち 〜エコ・ラップ〜」/小島あやめ＆山本淳一
- 「ようこそ!イケメン☆パラダイス」/狩野英孝　-1st シングル- （アミューズソフトエンタテインメント、2008年）
- 「ラブハリケーン」/狩野英孝 （ユニバーサル ミュージック.J、2009年）

## 受賞歴
- 「SAUNA」 -Short Shorts Film Festival &Asia  10th ANNIVERSARY「STOP！温暖化」部門でオーディエンス賞、J－WAVE賞のW受賞。（2009年）